# Hydnellum coalitum
Hydnellum coalitum är en svampart som beskrevs av Maas Geest. 1975. Hydnellum coalitum ingår i släktet korktaggsvampar och familjen Bankeraceae.   Inga underarter finns listade i Catalogue of Life.